# Medienoperating
Die Fachrichtung Medienoperating befasst sich hauptsächlich mit der technischen Seite der Mediengestaltung. Dazu gehören die Annahme und Prüfung von Fremddaten z. B. in Druckereien. Des Weiteren befasst sich ein Medienoperator mit der Weiterverarbeitung von Printprodukten bis zur fertigen Druckform. 
Im Non-Print-Bereich beschäftigt sich ein Medienoperator auch mit Programmierung und Zusammenstellung von interaktiven Medien.